# Escudo Azul

Emblema de la Convención de La Haya de 1954.

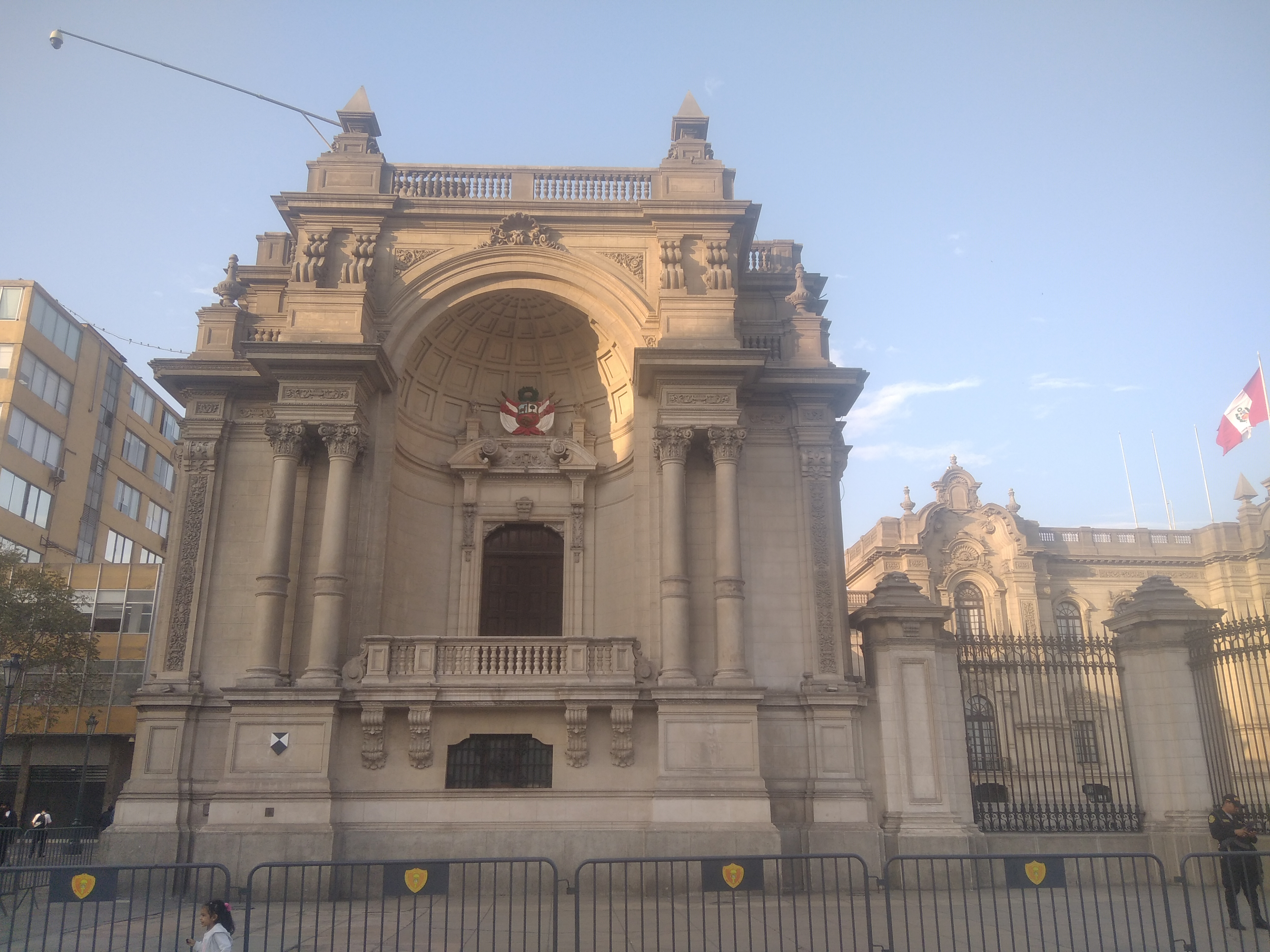
Edificio en Lima con el Escudo Azul.

Escudo Azul (en inglés Blue Shield) es una organización internacional no gubernamental sin fines de lucro. Según señala el estatuto está comprometida con la "protección de los bienes culturales del mundo y se ocupa de la protección del patrimonio cultural y natural, material e inmaterial, en caso de conflicto armado o desastre natural o provocado por el hombre". La organización trabaja a nivel mundial para proteger el patrimonio cultural en situaciones de emergencia.
En 2008 se estableció la Asociación de Comités Nacionales del Escudo Azul. En 2016 con la fusión del ICBS y ANCBS se convirtió en "Escudo Azul" y está compuesto por una serie de comités nacionales, coordinados por una junta internacional.